# Valldostana peu negre

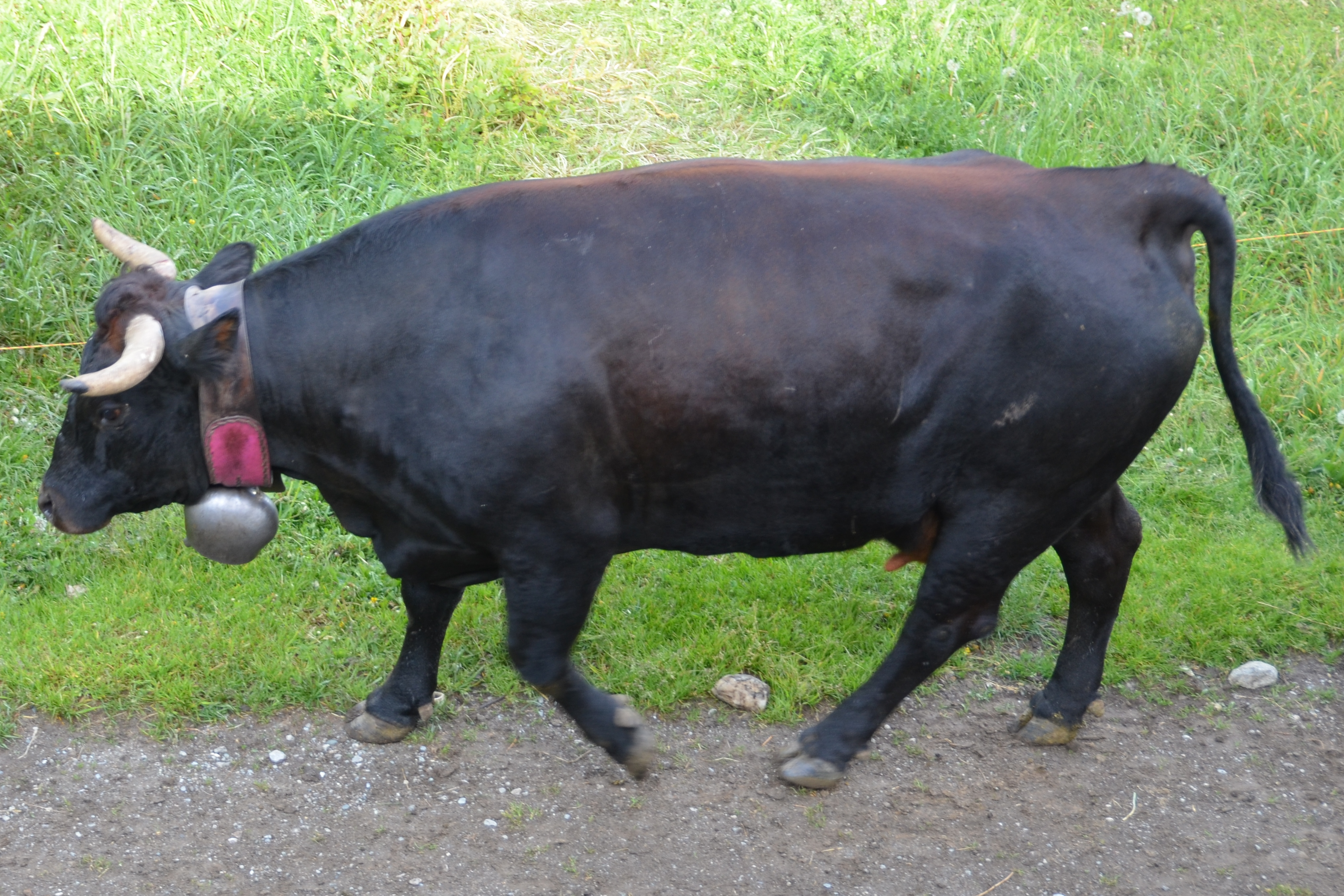
Valldostana peu negre en un alpeggio de la vall del Gran Sant Bernat

La valldostana peu negre (en italià Valdostana pezzata nera) és una raça bovina de la Vall d'Aosta. El formatge fontina s'elabora amb la seva llet.

## Origen
La valldostana peu negre representa amb els seus cosins Hérens criats a Suïssa, el grup natiu de bovins que originalment poblva els Alps i, probablement, es deriva dels Bos brachyceros. Les races braquicèfals, és a dir amb ampli crani, es caracteritzen pel seu caràcter alegre i autoritari i per la seva rusticitat.
La valldostana negre i marró (castana), tot i que es diferencien entre si pel color del pelatge, són part d'un mateix llibre genealògic.

## Característiques
Com els exemplars de valldostana peu vermell, les de peu negre tenen les extremitats curtes i vigoroses, garrons forts i peülles estretes i dures.